# Paul West (bassist)
Paul E. West (New York, 28 januari 1934) is een Amerikaanse contrabassist in de jazz.

## Biografie
West bezocht de High School of Music and Art NYC en het Wagner College Staten Island, waar hij de Bachelor-graad behaalde. Aanvankelijk was hij actief als violist in de klassieke muziek, hij leidde begin jaren 50 het Paul West Symphonic-Pop Orchestra and Chorus. Vanaf 1954 werkte hij overwegend in de jazz, o.m. als lid van de bigband van Dizzy Gillespie en het septet van Lee Morgan/Wynton Kelly. Vanaf 1955 speelde hij mee op opnames van onder andere Ray Charles, Les Jazz Modes, Lester Young, Urbie Green en Dinah Washington. In de decennia erna werkte hij ook met Les Spann, Ram Ramirez, Johnny Lytle, Lisle Atkinson, Jimmy Ponder en Carmen McRae. Van 1969 tot 1973 gaf hij les in het project Jazzmobile, daarna tot 2000 aan de Henry Street Settlement Music School. In zijn latere jaren speelde hij o.m. met Carol Sloane en Junior Mance, alsook in het trio van Mike Longo. In de jazz speelde hij tussen 1955 en 2011 mee op zo'n 65 opnamesessies.
De bassist moet niet verward worden met de jazzpianist Paul West.